# Asako
Asako (viết: 麻子, 朝 子, 浅 子, 亜 少子, あ さこ hoặc あ さこ trong hiragana) là tên dành cho nữ của Nhật Bản. Những người đáng chú ý có tên bao gồm:
- Asako Dodo (百々 麻子? sinh năm1967), nữ diễn viên lồng tiếng Nhật
- Asako Hirabayashi, nhà soạn nhạc và nhà soạn nhạc người Mỹ gốc Nhật
- Asako Hirooka (広岡 浅子? 1849–1919)  nữ doanh nhân, chủ ngân hàng và người sáng lập trường đại học người Nhật
- Asako Ideue (井手上 麻子? sinh năm 1987), cầu thủ bóng đá nữ Nhật Bản
- Asako Ito (いとう あさこ? sinh năm1970), diễn viên hài Nhật Bản
- Asako Kishi (岸 朝子? sinh năm 1923), nhà báo Nhật Bản
- Asako Kozuki (春花 亜少子?) Nữ diễn viên lồng tiếng Nhật
- Asako Narahashi (楢橋 朝子? sinh năm 1959), nhiếp ảnh gia người Nhật
- Asako Shirakura (白倉 麻子? sinh năm 1977), nữ diễn viên lồng tiếng Nhật
- Asako Tajimi (多治見 麻子? sinh năm 1972), vận động viên bóng chuyền Nhật Bản
- Asako Takakura (高倉 麻子? sinh năm 1968), quản lý và cầu thủ bóng đá nữ Nhật Bản
- Asako Toki (土岐 麻子? sinh năm 1976), ca sĩ và nhà soạn nhạc người Nhật
- Asako Watanabe (渡辺 麻子? sinh năm 1959), người nước rút Nhật Bản
- Asako Yuzuki (柚木 麻子? sinh năm 1981), nhà văn Nhật Bản

## Nhân vật hư cấu
- Asako Natsume (夏目 あさ子?), một nhân vật trong bộ truyện tranh My Little Monster
- Asako Nakamura (中村 麻子?), một nhân vật trong bộ truyện tranh Ushio và Tora